# Mercè Tatjer i Mir
Mercè (María Mercedes) Tatjer i Mir (Barcelona, 21 d'octubre de 1942) és una historiadora, geògrafa i professora catalana, especialista en geografia i història urbana.

## Trajectòria
Llicenciada en Història Contemporània per la Universitat de Barcelona el 1971, i doctorada en Geografia, per aquesta mateixa universitat el 1987, exerceix com a professora a la UB des de 1970, on des de 1993 és Catedràtica de Didàctica de les Ciències Socials de la seva Escola Universitària de Formació del Professorat. Ha col·laborat amb diversos grups involucrats en programes de recerca i difusió del patrimoni industrial i de la ciutat. És responsable de nombroses publicacions, la majoria de les quals estan dedicades als barris de Barcelona i a la mateixa ciutat. En aquest sentit, la seva tesi de llicenciatura de l'any 1971, sobre el barri de la Barceloneta, conté una extraordinària i valuosa documentació per a la història dels nuclis que formen l'actual Barcelona i la integració dels barris en l'espai urbà.

## Reconeixement
- L'octubre del 2017 Mercè Tatjer va ser l'encarregada d'obrir la Festa Major d'Hostafrancs, encarregant-se-li la lectura del pregó d'inici de la festa.[4]
- El novembre de 2018 li fou lliurada la Medalla d'Honor de Barcelona 2018, al Saló de Cent de l'Ajuntament, de mans de la batllessa de Barcelona, Ada Colau. Precisament, ha estat Mercè Tatjer, qui ha estat l'encarregada d'adreçar unes paraules d'agraïment en nom de tots els vint-i-cinc guardonats.[5][6]

## Publicacions[7]
- La ciutat de les fàbriques: itineraris industrials de Sant Martí, amb Antoni Vilanova (2002)
- La Trinitat Nova, Barcelona (1995)
- Passat i present de Barcelona (III): materials per l'estudi del medi urbà, amb F. X. Hernández i Mercè Vidal Jansa (1991)
- El barrio de la Barceloneta, 1753-1982: mercado inmobiliario, propiedad y morfología en el centro histórico de Barcelona (1988)
- Los sociólogos de la ciudad, amb Gianfranco Bettin i Mariuccia Galfetti (1982)